# Уильямс, Нико
Николас Уильямс Артуэр (исп. Nicholas Williams Arthuer; род. 12 июля 2002, Памплона) — испанский футболист, полузащитник клуба «Атлетик» и сборной Испании. Чемпион Европы 2024.

## Клубная карьера
Уильямс — уроженец города Памплона, столицы автономной области Наварра на севере Испании. Воспитанник «Атлетика» из Бильбао. Академию клуба пополнил в возрасте 11 лет. В сезоне 2019/2020 пополнил «Басконию», второй фарм-клуб «Атлетика». 24 августа 2019 года дебютировал за неё в поединке против «Содупе». Всего за сезон провёл четыре встречи.
Сезон 2020/2021 Нико Уильямс начал в «Бильбао Атлетик», первом фарме основной команды. 18 октября 2020 года в поединке против «Аренаса» дебютировал за него, выйдя в стартовом составе и будучи заменённым на 90-й минуте. 1 ноября 2020 года отметился дебютным мячом в профессиональном футболе, поразив ворота «Португалете». В конце сезона Уильямс был вызван в основную команду. 28 апреля 2021 года дебютировал в Ла Лиге в поединке против «Вальядолида», выйдя на поле на замену на 62-й минуте вместо Йона Морсильо. С учётом того, что в тот же вечер на поле появлялся его старший брат Иньяки, футболисты стали первыми братьями с 1986 года после Пачи и Хулио Салинасов, которые вышли вместе за «Атлетик» на поле.

## Карьера в сборной
Выступал за сборную Испании среди юношей до 18 лет.
16 сентября 2022 года главный тренер сборной Испании Луис Энрике впервые вызвал Уильямса для участия в матчах Лиги наций УЕФА 2022/23 против сборных Швейцарии и Португалии. 24 сентября дебютировал в сборной Испании в матче против Швейцарии, выйдя на замену Пабло Сарабии.
11 ноября был включён в официальную заявку сборной Испании для участия в матчах чемпионата мира 2022 года в Катаре. 17 ноября отличился первым голом за сборную в товарищеском матче против сборной Иордании.
7 июня был включен в официальную заявку сборной Испании для участия в матчах Чемпионата Европы по футболу 2024 в Германии.

## Семья
Родители являются беженцами из Либерии. Сами отец Осей Уильямс и мать Мария Артуэр по происхождению ганцы. Изначально прибывшие в Бильбао, после переехавшие в Памплону и вернувшиеся затем обратно. Старший брат футболиста — нападающий Атлетика и бывший игрок сборной Испании, а ныне — нападающий сборной Ганы Иньяки Уильямс.

## Достижения

### Командные
«Атлетик Бильбао»
- Обладатель Кубка Испании: 2023/24

Сборная Испании
- Чемпион Европы: 2024
- Серебряный призёр Лиги наций УЕФА: 2024/25

### Личные
- Лучший ассистент Кубка Испании: 2023/24 (3 передачи)[14]
- Лучший игрок финала чемпионата Европы: 2024[15]
- Вошёл в состав символической сборной чемпионата Европы: 2024[16]
- Вошёл в символическую сборную Лиги Европы УЕФА: 2024/25[17]

## Статистика выступлений

### Клубная статистика
| Выступление      | Выступление      | Выступление      | Лига | Лига | Кубок | Кубок | Еврокубки | Еврокубки | Прочие | Прочие | Итого | Итого |
| Клуб             | Лига             | Сезон            | Игры | Голы | Игры  | Голы  | Игры      | Голы      | Игры   | Голы   | Игры  | Голы  |
| ---------------- | ---------------- | ---------------- | ---- | ---- | ----- | ----- | --------- | --------- | ------ | ------ | ----- | ----- |
| Атлетик Бильбао  | Ла Лига          | 2020/21          | 2    | 0    | 0     | 0     | 0         | 0         | 0      | 0      | 2     | 0     |
| Атлетик Бильбао  | Ла Лига          | 2021/22          | 34   | 0    | 4     | 2     | 0         | 0         | 2      | 1      | 40    | 3     |
| Атлетик Бильбао  | Ла Лига          | 2022/23          | 36   | 6    | 7     | 3     | 0         | 0         | 0      | 0      | 43    | 9     |
| Атлетик Бильбао  | Ла Лига          | 2023/24          | 31   | 5    | 6     | 3     | 0         | 0         | 0      | 0      | 37    | 8     |
| Атлетик Бильбао  | Ла Лига          | 2024/25          | 27   | 5    | 2     | 1     | 12        | 5         | 1      | 0      | 42    | 11    |
| Атлетик Бильбао  | Итого            | Итого            | 130  | 16   | 19    | 9     | 12        | 5         | 3      | 1      | 164   | 31    |
| Всего за карьеру | Всего за карьеру | Всего за карьеру | 130  | 16   | 19    | 9     | 12        | 5         | 3      | 1      | 164   | 31    |

1. ↑  Суперкубок Испании.

### Международная статистика
| Сборная          | Сезон            | Товарищеские | Товарищеские | Официальные | Официальные | Итого | Итого |
| Сборная          | Сезон            | Игры         | Голы         | Игры        | Голы        | Игры  | Голы  |
| ---------------- | ---------------- | ------------ | ------------ | ----------- | ----------- | ----- | ----- |
| Испания          |                  |              |              |             |             |       |       |
| 2022             | 1                | 1            | 6            | 0           | 7           | 1     |       |
| 2023             | 0                | 0            | 4            | 1           | 4           | 1     |       |
| 2024             | 3                | 0            | 10           | 2           | 13          | 2     |       |
| Всего за карьеру | Всего за карьеру | 4            | 1            | 20          | 3           | 24    | 4     |

### Матчи за сборную
| № | Дата             | Оппонент   | Счёт | Голы | Карточки | Минуты | Соревнование            |
| - | ---------------- | ---------- | ---- | ---- | -------- | ------ | ----------------------- |
| 1 | 24 сентября 2022 | Швейцария  | 1:2  | —    | —        | 27'    | Лига наций УЕФА 2022/23 |
| 2 | 27 сентября 2022 | Португалия | 1:0  | —    | —        | 17'    | Лига наций УЕФА 2022/23 |
| 3 | 17 ноября 2022   | Иордания   | 3:1  | 1    | —        | 18'    | Товарищеский матч       |

Итого: 3 матча / 1 гол; 2 победы, 0 ничьих, 1 поражение.